# Ruido celular
El ruido celular es una variabilidad aleatoria en las cantidades que surgen en la biología celular. Por ejemplo, a menudo se observa que las células que son genéticamente idénticas, incluso dentro del mismo tejido, tienen diferentes niveles de expresión de proteínas, diferentes tamaños y estructuras. Estas diferencias aparentemente aleatorias pueden tener importantes consecuencias biológicas y médicas.
El ruido celular se examinó originalmente, y todavía se examina a menudo, en el contexto de los niveles de expresión génica, ya sea la concentración o el número de copias de los productos de los genes dentro y entre las células. Dado que los niveles de expresión génica son responsables de muchas propiedades fundamentales en la biología celular, incluida la apariencia física de las células, el comportamiento en respuesta a los estímulos y la capacidad para procesar información y controlar los procesos internos, la presencia de ruido en la expresión génica tiene profundas implicaciones para muchos procesos en biología celular. 

## Definiciones
La definición cuantitativa de ruido más frecuente es el coeficiente de variación: 
{\displaystyle \eta _{X}={\frac {\sigma _{X}}{\mu _{X}}},}
donde  {\displaystyle \eta _{X}} es el ruido en una cantidad {\displaystyle X}, {\displaystyle \mu _{X}} es el valor medio de {\displaystyle X} y {\displaystyle \sigma _{X}} es la desviación estándar de {\displaystyle X} . Esta medida es adimensional, lo que permite una comparación relativa de la importancia del ruido, sin necesidad de conocer la media absoluta. 
Otras cantidades que se utilizan a menudo por conveniencia matemática son el factor Fano: 
{\displaystyle F_{X}={\frac {\sigma _{X}^{2}}{\mu _{X}}}.}
y la varianza normalizada: 
{\displaystyle N_{X}=\eta _{X}^{2}={\frac {\sigma _{X}^{2}}{\mu _{X}^{2}}}.}

## Medida experimental
La primera explicación y análisis experimental del ruido de expresión génica en procariotas es de Becskei & Serrano y del laboratorio de Alexander van Oudenaarden. La primera descripción y análisis experimental del ruido de expresión génica en eucariotas es del laboratorio de James J. Collins.

## Ruido intrínseco y extrínseco

Una ilustración esquemática de un estudio de reportero dual. Cada punto de datos corresponde a una medición del nivel de expresión de dos genes regulados de manera idéntica en una sola célula: la dispersión refleja las mediciones de una población de células. El ruido extrínseco se caracteriza por niveles de expresión de ambos genes que covarían entre células, intrínsecos por diferencias internas.

El ruido celular se investiga a menudo en el marco del ruido intrínseco y extrínseco. El ruido intrínseco se refiere a la variación en cantidades reguladas de manera idéntica dentro de una sola célula: por ejemplo, la variación intracelular en los niveles de expresión de dos genes controlados de manera idéntica. El ruido extrínseco se refiere a la variación en cantidades reguladas de manera idéntica entre diferentes células: por ejemplo, la variación de célula a célula en la expresión de un gen determinado. 
Los niveles de ruido intrínseco y extrínseco a menudo se comparan en estudios de reporteros duales, en los que los niveles de expresión de dos genes regulados de manera idéntica (a menudo reporteros fluorescentes como GFP e YFP) se trazan para cada célula de una población.
Un problema con la descripción general del ruido extrínseco como una extensión a lo largo de la diagonal principal en los estudios de reporteros duales es la suposición de que los factores extrínsecos causan correlaciones de expresión positivas entre los dos reporteros. De hecho, cuando los dos reporteros compiten por la vinculación de un regulador de bajo número de copias, los dos reporteros se vuelven anormalmente anticorrelacionados y la propagación es perpendicular a la diagonal principal. De hecho, cualquier desviación del gráfico de dispersión del indicador dual de la simetría circular indica ruido extrínseco. La teoría de la información ofrece una forma de evitar esta anomalía.

### Ruido intrínseco
- Efectos de número de copias bajo (incluidos eventos de nacimiento y muerte discretos): la naturaleza aleatoria (estocástica) de la producción y degradación de los componentes celulares significa que el ruido es alto para los componentes con un número de copias bajo (ya que la magnitud de estas fluctuaciones aleatorias no es despreciable con respecto al número de copia);
- Dinámica celular difusiva:[9] muchos procesos celulares importantes se basan en colisiones entre reactivos (por ejemplo, ARN polimerasa y ADN) y otros criterios físicos que, dada la naturaleza dinámica difusiva de la célula, ocurren estocásticamente.
- Propagación del ruido: los efectos de un número de copias bajo y la dinámica de difusión hacen que cada una de las reacciones bioquímicas en una célula se produzcan de forma aleatoria. La estocasticidad de las reacciones puede atenuarse o amplificarse. La contribución de cada reacción a la variabilidad intrínseca en el número de copias se puede cuantificar mediante la expansión del tamaño del sistema de Van Kampen.[10][11]

### Ruido extrínseco
- Edad celular/etapa del ciclo celular: las células de una población en división que no está sincronizada, en una instantánea determinada en el tiempo, estarán en diferentes etapas del ciclo celular, con las correspondientes diferencias bioquímicas y físicas;[12][13]
- Crecimiento celular: variaciones en las tasas de crecimiento que conducen a variaciones de concentración entre las células;[14]
- Entorno físico (temperatura, presión, ...): las cantidades físicas y las concentraciones químicas (especialmente en el caso de la señalización de célula a célula) pueden variar espacialmente en una población de células, provocando diferencias extrínsecas en función de la posición;[15]
- Distribuciones de orgánulos: factores aleatorios en la cantidad y calidad de los orgánulos (por ejemplo, el número y la funcionalidad de las mitocondrias[16]) conducen a diferencias significativas de célula a célula en una variedad de procesos[17] (como, por ejemplo, mitocondrias juegan un papel central en el balance energético de las células eucariotas);
- Ruido de herencia: la partición desigual de los componentes celulares entre las células hijas en la mitosis puede resultar en grandes diferencias extrínsecas en una población en división.[18]
- Competencia de reguladores: los reguladores que compiten para unir promotores aguas abajo pueden causar correlaciones negativas: cuando un promotor está vinculado, el otro no y viceversa.[19]

El ruido extrínseco puede afectar los niveles y tipos de ruido intrínseco: por ejemplo, las diferencias extrínsecas en el contenido mitocondrial de las células conducen, a través de diferencias en los niveles de ATP, a que algunas células se transcriban más rápido que otras, afectando las tasas de expresión génica y la magnitud del ruido intrínseco en la población.

## Efectos
Nota: Estas listas son ilustrativas, no exhaustivas, y la identificación de los efectos del ruido es un área de investigación activa y en expansión. 
- Niveles de expresión génica: el ruido en la expresión génica provoca diferencias en las propiedades fundamentales de las células, limita su capacidad para controlar bioquímicamente la dinámica celular,[21] e induce directa o indirectamente muchos de los efectos específicos que se describen a continuación;
- Niveles de energía y tasa de transcripción: el ruido en la tasa de transcripción, que surge de fuentes que incluyen el estallido transcripcional, es una fuente significativa de ruido en los niveles de expresión de los genes. Se ha sugerido que el ruido extrínseco en el contenido mitocondrial se propaga a las diferencias en las concentraciones de ATP y las tasas de transcripción (con relaciones funcionales implícitas entre estas tres cantidades) en las células, lo que afecta la competencia energética y la capacidad de las células para expresar genes;[17]
- Selección de fenotipo: las poblaciones bacterianas aprovechan el ruido extrínseco para elegir un subconjunto de población para entrar en un estado inactivo.[22] En una infección bacteriana, por ejemplo, este subconjunto no se propagará rápidamente pero será más robusto cuando la población se vea amenazada por el tratamiento con antibióticos: las bacterias infecciosas que se replican rápidamente se matarán más rápidamente que el subconjunto inactivo, que puede ser capaz de reiniciarse. la infección. Este fenómeno es la razón por la que los ciclos de antibióticos deben finalizar incluso cuando los síntomas parecen haber desaparecido;
- Desarrollo y diferenciación de células madre: el ruido del desarrollo en los procesos bioquímicos que deben controlarse estrictamente (por ejemplo, el patrón de los niveles de expresión génica que se desarrollan en diferentes partes del cuerpo) durante el desarrollo del organismo puede tener consecuencias dramáticas, lo que requiere la evolución de una maquinaria celular robusta. Las células madre se diferencian en diferentes tipos de células dependiendo de los niveles de expresión de varios genes característicos:[23] ruido en la expresión génica puede perturbar e influir claramente en este proceso, y el ruido en la tasa de transcripción puede afectar la estructura del paisaje dinámico en el que se produce la diferenciación.[17] Hay artículos de revisión que resumen estos efectos de bacterias a células de mamíferos;[24]
- Resistencia a los medicamentos: el ruido mejora la supervivencia a corto plazo y la evolución a largo plazo de la resistencia a los medicamentos a niveles altos de tratamiento con medicamentos. El ruido tiene el efecto contrario a niveles bajos de tratamiento farmacológico;[25][26]
- Tratamientos contra el cáncer: un trabajo reciente ha encontrado diferencias extrínsecas, vinculadas a los niveles de expresión génica, en la respuesta de las células cancerosas a los tratamientos contra el cáncer, lo que potencialmente vincula el fenómeno de la muerte fraccionada (en el que cada tratamiento mata parte de un tumor, pero no todo) con el ruido en la expresión génica.[27] Debido a que las células individuales podrían realizar transiciones repetidas y estocásticas entre estados asociados con diferencias en la capacidad de respuesta a una modalidad terapéutica (quimioterapia, agente dirigido, radiación, etc.), es posible que la terapia deba administrarse con frecuencia (para garantizar que las células se traten poco después de ingresar a una terapia en estado de respuesta, antes de que puedan reincorporarse a la subpoblación resistente a la terapia y proliferar) y durante períodos prolongados (para tratar incluso las células que emergen tarde del residuo final de la subpoblación resistente a la terapia).[28]
- Evolución del genoma: el genoma está cubierto por cromatina que se puede clasificar aproximadamente en "abierto" (también conocido como eucromatina) o "cerrado" (también conocido como heterocromatina). La cromatina abierta produce menos ruido en la transcripción en comparación con la heterocromatina. A menudo, las proteínas "domésticas" (que son proteínas que realizan tareas necesarias para la supervivencia celular) trabajan en grandes complejos multiproteicos. Si el ruido en las proteínas de tales complejos está demasiado desordenado, puede conducir a un nivel reducido de producción de complejos multiproteicos con efectos potencialmente perjudiciales. La reducción del ruido puede proporcionar un movimiento de selección evolutivo de genes esenciales en cromatina abierta.[29]
- Procesamiento de la información: dado que la regulación celular se realiza con componentes que están sujetos a ruido, la capacidad de las células para procesar información y realizar control está fundamentalmente limitada por el ruido intrínseco.[21][30]

## Análisis

Un modelo canónico para la expresión de genes estocásticos, conocido como modelo de dos estados o telégrafo. El ADN cambia entre estados "inactivo" y "activo" (que implican, por ejemplo, remodelación de la cromatina y unión al factor de transcripción). El ADN activo se transcribe para producir ARNm que se traduce para producir proteínas, las cuales se degradan. Todos los procesos son de Poisson con tasas determinadas.

Como muchas cantidades de interés biológico celular están presentes en un número de copias discretas dentro de la célula (ADN individuales, docenas de ARNm, cientos de proteínas), las herramientas de las matemáticas estocásticas discretas se utilizan a menudo para analizar y modelar el ruido celular. En particular, los tratamientos de ecuaciones maestras, donde las probabilidades {\displaystyle P(\mathbf {x} ,t)} de observar un sistema en un estado {\displaystyle \mathbf {x} } en el momento {\displaystyle t} están vinculados a través de EDO - han resultado particularmente fructíferos. Un modelo canónico para la expresión de genes de ruido, donde los procesos de activación, transcripción y traducción del ADN se representan todos como procesos de Poisson con velocidades determinadas, proporciona una ecuación maestra que puede resolverse exactamente (con funciones generadoras) bajo varios supuestos o aproximarse con herramientas estocásticas, como la expansión del tamaño del sistema de Van Kampen. 
Numéricamente, el algoritmo de Gillespie o el algoritmo de simulación estocástica se utiliza a menudo para crear realizaciones de procesos celulares estocásticos, a partir de los cuales se pueden calcular estadísticas. 

El problema de inferir los valores de los parámetros en modelos estocásticos (inferencia paramétrica) para procesos biológicos, que típicamente se caracterizan por datos experimentales escasos y ruidosos, es un campo activo de investigación, con métodos que incluyen MCMC bayesiano y cálculo bayesiano aproximado que demuestra ser adaptable y robusto. Con respecto al modelo de dos estados, se describió un método basado en momentos para la inferencia de parámetros a partir de distribuciones de ARNm.